# Dexter Lawrence
Dexter Lawrence (Wake Forest, Carolina del Norte, 12 de noviembre de 1997) apodado Sexy Dexy, es un jugador profesional estadounidense de fútbol americano que se desempeña en la posición de defensive tackle en New York Giants, equipo de la National Football League (NFL).

## Carrera
Fue seleccionado en la primera ronda en la Reunión Anual de Selección de Jugadores de la NFL de 2019. Hizo su debut profesional con el equipo New York Giants, donde lleva jugando cinco temporadas.